# آپوستولوس تلیکستوگلو
آپوستولوس تلیکستوگلو (انگلیسی: Apostolos Telikostoglou؛ متولد ۹ مارس ۱۹۹۵) یک تکواندوکار یونانی است. وی در مسابقات قهرمانی تکواندو جهان ۲۰۱۹ که در منچستر، بریتانیا برگزار شد، در دسته سبک‌وزن مردان به مدال نقره دست یافت.